# Екінчі ібн Кочкар
Екінчі ібн Кочкар (*д/н — 1097) — хорезмшах у 1096—1097 роках.

## Життєпис
З походження, напевне, був кипчаком (втім, висловлюються інші версії: огуз, перс). Був мамлюком (рабом) Ахмада Санджара, сина султана Малік-шаха I. Про його кар'єру відомо замало. Втім, напевне, більшу частину життя провів у Хорасані. Брав участь у поході проти Газневідів 1073 року. Невдовзі після цього призначається валі Великого Хорезму. Невдовзі діяв разом з Ануш-Тегіном, який став шихне (військом губернатором) міста Хорезм.
Разом з тим, спираючись на підтримку Санджара, набув значного впливу в Хорезмі. Після смерті Малік-шаха I й початку боротьби за трон між його синами, підтримував Санджара, маліка Хорасана і Маверанахра. У 1096 році відчувши власну потугу та з огляду на послаблення центральної влади прийняв старовинний титул хорезмшахів. Проти нього виступив емір Дадбек Хабаші ібн Алтунташ, що за відсутності Санджара захопив Хорасан. У 1097 році Екінчі, що продовжував підтримувати Санджара, зазнав поразки від Дадбека й загинув. Останній призначив хорезмшахом сина померлого на той час шихне Ануш-Тегіна — Кутб ад-Діна Мухаммеда.